# Roskilde (condado)
Nota linguística: Não confundir grevskab (condado) com amt (divisão administrativa)..
Roskilde (em dinamarquês: Roskilde Amt) foi um amt da Dinamarca, localizado na ilha da Zelândia. Com capital na cidade homônima, existiu entre 1970 e 2006. Em 1.º de janeiro de 2007, foi fundido com a região da Zelândia.

## Municípios
O amt de Roskilde tinha 11 municípios:
| - Bramsnæs - Greve - Gundsø - Hvalsø - Køge - Lejre | - Ramsø - Roskilde - Skovbo - Solrød - Vallø |